# Alan White (bateristul formației Yes)
Alan White (n. 14 iunie 1949, Ferryhill, Anglia, Regatul Unit – d. 26 mai 2022, Seattle, Washington, SUA) a fost un baterist englez de rock and roll cunoscut pentru activitatea de 34 de ani în trupa de rock progresiv Yes. White a apărut pe peste 50 de albume ale unor artiști precum John Lennon, George Harrison, Joe Cocker, Ginger Baker și The Ventures.